# Erőszakmentesség
Az erőszakmentesség egy erkölcsi irányultság és társadalmi technika, amely elutasítja a fizikai (gyakran mindenféle) erőszakot a társadalmi, gazdasági és politikai célok elérésére, illetve a másoktól elszenvedett erőszak – mind az elnyomás, mind a nyílt agresszió – megállítására. Alternatívaként számtalan módszert javasol: például az oktatást, felvilágosítást, meggyőzést, állampolgári engedetlenséget. Míg korábban az erőszakmentesség a pacifizmus szinonimája volt, addig napjainkra sok társadalmi mozgalom a társadalmi változások eszközeként tekint rá, és nem csupán a háborúval kívánja szembe állítani.

## Története
Valamennyi nagy világvallás tartalmazza az erőszakmentesség elveit, amelyeket erőszakmentes mozgalmak, vezetők széleskörűen idéznek. A kereszténységben Jézus tanítása, a hinduizmusban és dzsainizmusban az ahimsza („nem ártás”), a buddhizmusban a mettá elve, a taoizmus "wu wei" fogalma egyaránt erről tanúskodik.
Az erőszakmentesség 1998. november 10-én elnyerte az elfogadottság és intézményesülés rangját, mivel az ENSZ ezen a napon kinyilvánította, hogy a 21. század és 3. évezred első évtizede szolgálja a "béke kultúrájának és a világ gyermekei erőszakmentességének előmozdítását".
2007 óta Mahátma Gandhi születésnapja, október 2-a az erőszakmentesség világnapja.

## Keresztény erőszakmentesség

### Jézus tanítása
```
Hallottátok, hogy megmondatott: Szemet szemért és fogat fogért. 

Én pedig azt mondom néktek: Ne álljatok ellene a gonosznak, hanem aki arcul üt téged jobb felől, fordítsd felé a másik orcádat is. 
És aki törvénykezni akar veled és elvenni a te alsó ruhádat, engedd oda néki a felsőt is. 
És aki téged egy mértföldútra kényszerít, menj el vele kettőre. 
Aki tőled kér, adj néki; és aki tőled kölcsön akar kérni, el ne fordulj attól. 
Hallottátok, hogy megmondatott: Szeresd felebarátodat és gyűlöld ellenségedet. 
Én pedig azt mondom néktek: Szeressétek ellenségeiteket, áldjátok azokat, akik titeket átkoznak, jót tegyetek azokkal, akik titeket gyűlölnek, és imádkozzatok azokért, akik háborgatnak és kergetnek titeket. 
Hogy legyetek a ti mennyei Atyátoknak fiai, aki felhozza az ő napját mind a gonoszokra, mind a jókra, és esőt ád mind az igazaknak, mind a hamisaknak. 
Mert ha csak azokat szeretitek, akik titeket szeretnek, mi lesz a jutalmatok? ..
Legyetek azért ti tökéletesek, miként a ti mennyei Atyátok tökéletes. 
[
1
]
```

Az erőszak ellenkezik Isten kormányzatának elveivel[forrás?]. Isten csak szeretetből fakadó szolgálatot kíván, a szeretetet pedig nem lehet megparancsolni, nem lehet erőszakkal, tekintéllyel kikényszeríteni. Szeretetet csak szeretet ébreszthet. Istent ismerni annyit jelent, mint szeretni embertársainkat.
Jézus így tanított továbbː
```
Szeresd az Urat, a te Istenedet teljes szívedből, teljes lelkedből és teljes elmédből. Ez az első és a nagy parancsolat. A második hasonló ehhez: Szeresd felebarátodat, mint magadat. E két parancsolattól függ az egész törvény és a próféták. 
[
2
]
```

### Korai keresztények
Az őskeresztények hűen követték Jézus tanításait, és gyakorlatban alkalmazták a szelídség és az „erőszakmentesség” elvét. A békével szorosan azonosították vallásukat; és erőteljesen elítélték a háborúskodást és az erőszakot. Jézus tanítása alapján a gonoszt jóval próbálták viszonozni. A legrégebbi, rendelkezésünkre álló szövegek lehetővé teszik számunkra, hogy megismerjük az első keresztények „erőszakmentes” jellegét.

### Erőszakmentes keresztény mozgalmak
paulikiánusok, bogumilok , katharok , valdensek , lollardok , morva-testvérek , kvékerek, amishok, hutteriták, molokánusok , Paraguay jezsuitái , dukhoborok, adventisták  és Jehova Tanúi.

## Indiai vallások
A hinduizmus szent könyve, a Bhagavad-gíta írjaː
```
Kétféle teremtett lény van e világon: isteni és démoni.

Vezeklés, becsületesség, 
nem-ártás
, igazmondás, 
nem-haragvás
, lemondás, 
béke
, 
jóakarat
, könyörület.. igénytelenség, 
szelídség
.. 
megbocsájtás
, kitartás, tisztaság, engedékenység, szerénység – ezek jellemzik azt, aki isteni sorsra született.
Álnokság, gőg, önteltség, harag, durvaság, tudatlanság jellemzi a démoni sorsra születőket...
 
[
10
]

Három lélek-emésztő kapuja van a pokolnak: kéjvágy, 
harag
, kapzsiság; ezért e hármat kerülni kell.
 
[
11
]
```

A dalai lámának 1989. december 10-én odaítélt Nobel-békedíjat a Nobel-bizottság a dalai láma Tibet szabadságáért folytatott küzdelméért és az erőszak helyett a békés megoldásért tett erőfeszítéseiért adta. A Nobel-bizottság elnöke azt mondta, hogy részben Mahátma Gandhi emlékének szól a díj. 

### Ahinszá / Ahimsza
Az ahinszá a szeretet másik neve. Nem csupán azt jelenti, hogy valaki nem öl. Magába foglalja a teljes mértékű tartózkodást mindattól, ami más lénynek fájdalmat vagy rosszat okoz, akár szóban vagy tettben.
Az ahinszá egyetemes szeretet – minden élőlény irányába. A szent emberek közös üzenete minden időben, minden körülmények között a szeretet, az ahinszá és az önzetlen szolgálat. Az ahinszá az egyik legnemesebb és legnagyszerűbb tulajdonság, amely a tökéletességre jutott lélek mindennapi életében és tevékenységében megnyilvánul. Az ahinszá nemcsak az egyik eszköze az üdvösség elérésének, hanem a földi életben a folyamatos béke és boldogság megtapasztalásának is.

## Erőszakmentes vezetők
Sok vezető egyéniség tett hitet az erőszakmentesség eszméje mellett, és szónoklataikkal, gondolataikkal gazdagították az erőszakmentes kultúra gondolatvilágát.
középkorː
- Assisi Szt. Ferenc
- John Wycliffe
- Husz János
- Helcsickí Péter

újkorː
- Menno Simons
- Jakob Hutter

legújabb korː
- Lev Tolsztoj
- Mahátma Gandhi
- Albert Einstein
- Martin Luther King
- Tendzin Gyaco, a 14. Dalai láma
- Thich Nhat Hanh
- Máta Amritánandamaji

## Erőszakmentes szervezetek
- Alba Kör
- Humanista mozgalom
- Greenpeace
- Albert Einstein Intézet
- Food not Bombs

## Környezettudatos politika
Az erőszakmentesség a "zöld" politikai szervezetek egyik irányelve, például a 2001-ben 70 ország több mint 800 zöld párti képviselője fogadta el a "Globális Zöldek Oklevelét" melynek egyik alapelve az erőszakmentesség.

## Kritikái
Az erőszakmentesség ellenzői, például Malcolm X szerint az erőszak a társadalmi változások velejárója, és az önvédelemhez való elemi jog is sérül ez esetben.
Az 1960-as években a Fekete Párducok, az afro-amerikaiak egy ellenálló csoport egyik tagja, George Jackson bírálta Martin Luther King erőszakmentes módszerét: "Az erőszakmentesség egy rossz ötlet. Feltételezi és megelőlegezi az ellenfél szánalmát, vagy igazságérzetét. És amikor ez az ellenség mindent elveszíthet és semmit sem nyerhet, ha részvétet vagy igazságérzetet gyakorol, a válasza biztosan negatív lesz."
Válaszul álljon itt egy idézet Kingtől:
"Kijelentésében maga azt állítja, hogy cselekedeteinket, még ha békések is, el kell ítélni, mert erőszakos cselekedeteket sürgetnek. De logikus ez az állítás? Ez nem olyan, mint elítélni egy kirabolt embert, mivel pénze birtoklásával sürgette a rablás elkövetését?" 
(Válasz egy nyílt levélre, melyet egy paptársa írt, kritizálván a részvételét az emberi jogokért folytatott tüntetésen (1963. április 16.)